# Callawayia neoscapularis
La callawayia (Callawayia neoscapularis) è un rettile marino estinto, appartenente agli ittiosauri. Visse nel Triassico superiore (Norico, circa 220 milioni di anni fa) e i suoi resti fossili sono stati ritrovati in Columbia Britannica (Canada). 

## Descrizione
Questo animale è conosciuto principalmente per uno scheletro incompleto, probabilmente appartenente a un giovane: la lunghezza non doveva superare di molto i due metri. È probabile che un esemplare adulto non dovesse superare la lunghezza di 5 – 6 metri. Doveva possedere un corpo abbastanza allungato, con una coda appiattita lateralmente e quattro arti trasformati in strutture simili a pagaie. La caratteristica principale di Callawayia era la forma della scapola, dotata di una proiezione dorso mediale allungata e di estensioni posteriori estremamente ridotte. I coracoidi erano dotati di una chiara sinfisi mediale, mentre le clavicole erano molto sottili. L'omero era corto, così come l'ulna, e le dita delle zampe anteriori erano solo tre. Il cranio era dotato di orbite di grandi dimensioni, il muso era piuttosto corto e dotato di denti piccoli e appuntiti.

## Classificazione
Questo animale è noto per alcuni resti fossili ritrovati nella formazione Pardonet, nei pressi di Williston Lake in Columbia Britannica. I fossili vennero inizialmente descritti da Chris McGowan nel 1994 come una nuova specie all'interno del genere Shastasaurus (S. neoscapularis). Un successivo esame dei fossili, tuttavia, ha permesso di riconoscere che questo animale possedeva caratteri sufficientemente distintivi per poter essere escluso dal genere Shastasaurus: fu creato quindi il nuovo genere Callawayia (Maisch e Matzke, 2000). La caratteristica distintiva principale era la forma della scapola, che richiamava quella degli ittiosauri più evoluti post-triassici e, nella forma generale, quella dei tetrapodi terrestri. I coracoidi dotati di un margine mediale dritto, invece, ricordano quelli di un altro ittiosauro triassico, il gigantesco Shonisaurus. Si suppone che Callawayia fosse in un certo modo un anticipatore degli ittiosauri successivi, e che non fosse un vero shastasauride. Un altro nome con cui è noto questo animale è Metashastasaurus.